# Apostolepis breviceps
Apostolepis breviceps är en ormart som beskrevs av Harvey, Gonzáles och Scrocchi 200. Apostolepis breviceps ingår i släktet Apostolepis och familjen snokar. Inga underarter finns listade i Catalogue of Life.
Arten förekommer i södra Bolivia.